# Kate y Laura Mulleavy
Katherine "Kate" Mulleavy (11 de febrero de 1979) y Laura Mulleavy (31 de agosto de 1980) son diseñadoras y cineastas estadounidenses que en 2005 fundaron la marca de moda Rodarte. Además de su trabajo en el mundo de la moda moda, las hermanas también han incursionado en el cine, escribiendo y dirigiendo su primera colaboración Woodshock (2017), así como codiseñando el vesturario de la película de terror Cisne Negro en 2010.

## Inicios
Katherine Marie Mulleavy nació en el Condado de Alameda, California, y Laura Mulleavy nació en Pasadena, California.  Fueron criadas en California Del norte, y crecieron en Aptos, una ciudad cercana aSanta Cruz. Su madre, Victoria Rodart, es una artista de ascendencia mexicana-italiana. Su padre, William Perry Mulleavy, es un micólogo descendiente de irlandeses. Ambas hermanas estudiaron en la Universidad de California, Berkeley, Laura estudió literatura inglesa mientras que Kate estudió historia del arte.

## Rodarte
Las hermanas se graduaron de la Universidad de California, Berkeley en 2001 y regresaron a casa de sus padres en Pasadena, California, donde comenzaron a trabajar en establecer su propia línea de ropa. Trabajaron como meseras y vendieron algunas pertenencias para obtener los recursos necesarios. Finalmente fundaron su casa de moda y la nombraron Rodarte, en honor al apellido de soltera de su madre, Rodart, de acuerdo a su pronunciación en español. Comenzaron a trabajar de manera independiente, creando una colección cápsula que consistió en siete vestidos y dos abrigos en 2004. Su trabajo fue incluido en la edición de febrero de 2005, Women's Wear Daily, misma que llamó la atención de la editora de Vogue, Anna Wintour, quien viajó a Los Ángeles a conocer a las hermanas en persona. Wintour se convirtió así en una seguidora del trabajo de la marca presentando su trabajo en varias ediciones de Vogue.
En 2007 y 2009, respectivamente, Rodarte produjo dos colecciones limitadas de ropa con Gap y Target.

## Cine y otras aventuras
En 2010, las hermanas Mulleavy incursionaron en su primera película, colaborando con la diseñadora de vestuario Amy Westcott en algunos vestuarios de la película Cisne Negro. En mayo de 2015, las hermanas anunciaron que habían escrito el guion de una película que titularon Woodshock la cual fue adquirida por la compañía de distribución Un24; la película se estrenó en septiembre de 2017, con Kirsten Dunst como protagonista.